# III. Sándor skót király
III. Sándor (Roxburgh, 1241. szeptember 4. – Kinghorn, 1286. március 19.) 1249-től haláláig Skócia királya, a Dunkeld-ház utolsó tagja. A gyermekeit túlélve egyetlen kiskorú unokája, Margit, a norvég hajadon maradt az egyedüli közvetlen örököse, akit viszont nem ismerhetett meg személyesen, hiszen Norvégiában született, és aki követte a nagyapját a trónon. A trónöröklést viszont csak rövid időre oldotta meg a lányunokája, mert a Skóciába tartó útján, ugyan már skót felségvizeken, de a hajó fedélzetén elhunyt, ezért nem léphetett skót földre. A kis királynő halála viszont hosszan tartó trónutódlási válságot idézett elő, ami azonban csak 1306-ban oldódott meg véglegesen a Bruce-ház trónra léptével.

## Uralkodása
Édesapja halálakor alig volt nyolcéves az ifjú herceg, de egy héttel később már Skócia királyává is koronázták. 1251-ben feleségül vette III. Henrik angol király leányát, Margitot. Sándor király apja politikáját folytatva 21 éves korában a Hebridákra nyújtott be területi igényt IV. Haakon norvég királyhoz 1262-ben, aki akkor uralta a területet. Haakon azonban elutasította ezt az igényt, és seregeket küldött a skótok ellen. Sándor király csapatai azonban legyőzték a norvégokat 1263-ban a largsi csatában. 3 évet kellett várni a hivatalos békekötésre, 1266-ban írták alá a norvégok a perthi békét, melyben a Hebridák és a Man-sziget területét Skócia részének ismerték el.
1275-ben meghalt Sándor felesége, Margit, majd sorozatos csapások érték. 1281-ben Dávid fia, 1283-ban Margit lánya és 1284-ben Sándor fia is meghalt. Ezek arra késztették Sándor királyt, hogy újra megnősüljön, mert lévén, hogy ekkor ő volt a Dunkeld-ház egyetlen élő tagja, szükség volt trónörökösre. Így 1285-ben feleségül vette IV. Robert de Dreux gróf leányát, Yolandát. Az esküvő után öt hónappal a király egy baleset során halálát lelte, amikor szerencsétlen módon leesett lováról Kinghorn közelében.